# Tomtormar

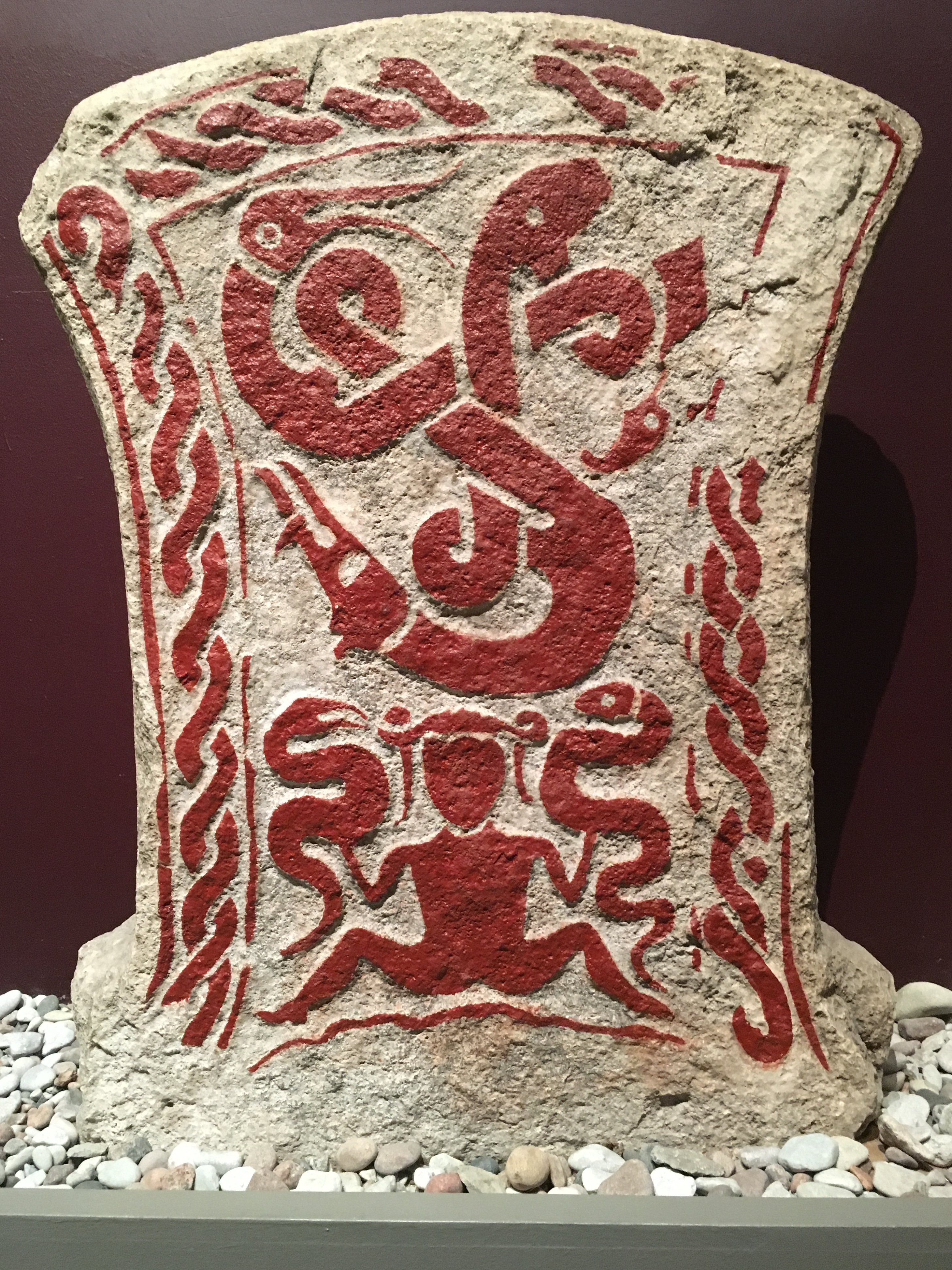
Person med ormar på bildsten från Smiss vid När på Gotland, cirka 400–600 e.Kr.

Tomtormar, husormar eller gårdsormar kallades i äldre tid de snokar (oftast Natrix natrix  men även Hasselsnok, Coronella austriaca) som uppehöll sig i närheten av hus och ladugårdar och som gårdsfolket brukade ge mjölk. Om ormarna behandlades väl skulle de enligt folktron befrämja boskapslyckan samt skydda gården mot olyckor, exempelvis åsknedslag. En tomtorm fick absolut inte dödas; om så skedde kunde gården drabbas av stor olycka.
Tron på tomtormar har varit vida utbredd i hela Skandinavien, Finland och Baltikum, vilket kan bero på snokens vana att söka symbios med närboende människor. I synnerhet i barrskogsområden, där lövhögar saknas, behöver snoken gödselstackar för att kunna lägga sina ägg.
Äldre forskare såg framsättandet av mjölk till tomtormen som en sista rest av en uråldrig hednisk ormkult, som de också fann antydd i runstenarnas drakslingor och djurornamentik. Nutida historiker betvivlar dock starkt att ormar har dyrkats i Sverige.

## Tomtormar i historieskrivningen

### Olaus Magnus

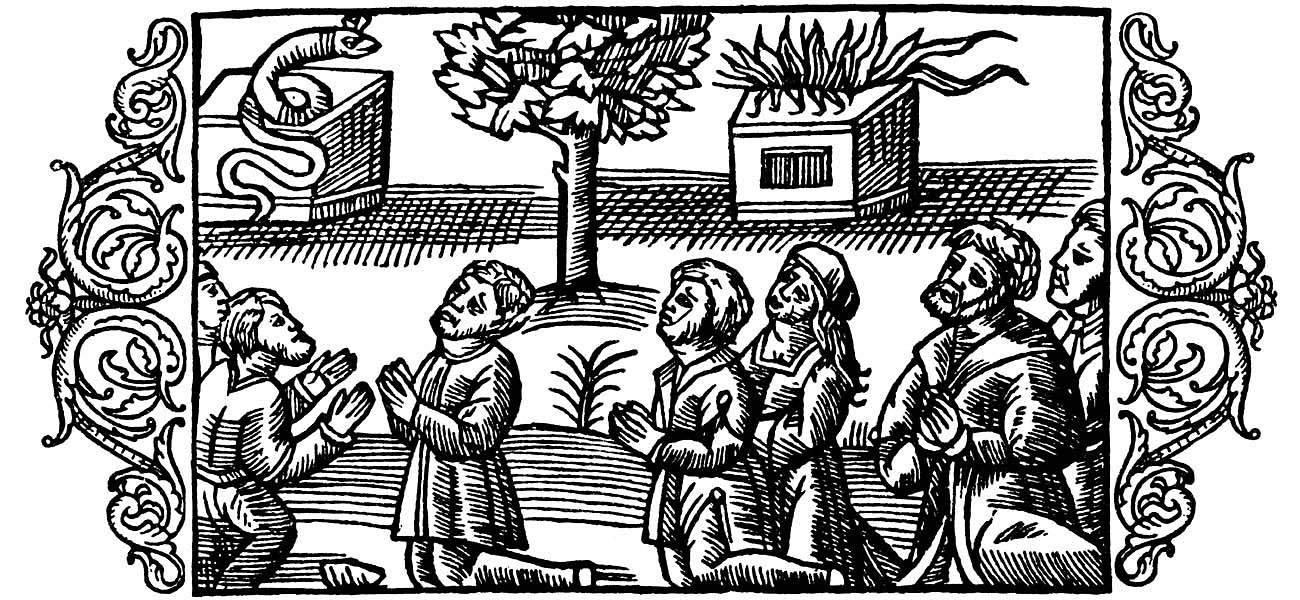
Hedniska litauer dyrkade elden, träd och tomtormar, enligt Olaus Magnus. En ormkung (med krona på huvudet) ses på altaret till vänster. Ur Historia om de nordiska folken, 1555.

Om tomtormar i Norden berättar Olaus Magnus i sin Historia om de nordiska folken, 1555, bok 21, kapitel 48:
| ” | Det finns även husormar, vilka längst upp i norr betraktas som husgudar (penates): de få dricka ko- eller fårmjölk, leka med barnen inomhus och ses ofta sova i vaggan som trogna väktare. Att ofreda dem anses som helgerån. Dessa sedvänjor äro emellertid kvarlevor av gammal vidskepelse, som blivit strängt förbjudna, sedan den katolska religionen införts. | „ |

Förr i tiden hade denna ormkult varit vida spridd i hela Norden och i länderna kring Östersjön, skriver Olaus på ett annat ställe. Särskilt litauerna dyrkade ormar, som de ansåg vara ”boningarnas bevarare och skyddsgudomligheter”, men fortfarande levde rester av sådan vidskepelse kvar ”i undangömda boningar i nordiska ödebygder”.

### Michael Heberer
Olaus Magnus uppgift bekräftas av den tyske resenären Michael Heberer von Bretten, som den 14 augusti 1592 besökte en gård i Linneryds socken i Småland:
| ” | Där hade vi för avsikt att äta frukost och taga andra hästar. I denna by sågo vi huset fullt av ormar, vilka uppehöllo sig i stallar och stugor samt voro ganska stora; men som icke gjorde någon skada. Vi blevo i början mycket förskräckta för dessa giftiga djur och ville av sådan anledning icke kvarstanna. Då sade vår ledsagare, som kände förhållandet, att ormar på detta sätt förekommo icke blott här, utan ock på åtskilliga andra ställen där i trakten, att inbyggarne voro väl vana vid dem och att de gjorde ingen skada, i fall man icke tillfogade dem något ont. Medan vi väntade på att bekomma något att äta, sutto barnen på jorden och förtärde sin gröt. Då kröpo två ormar dit och åto med barnen utur samma fat. Detta väckte hos oss en sådan avsky, att vi förlorade all lust och förmåga att kunna äta någonting, utan togo oss friska hästar till en annan by. | „ |

### G.O. Hyltén-Cavallius
Folklivsforskaren Gunnar Olof Hyltén-Cavallius kunde i boken Wärend och wirdarne (1863–1868) intyga skildringens trovärdighet och bidra med ytterligare exempel:
| ” | Vad den tyske resanden här förtäljer, överensstämmer på det nogaste med sägner och trovärdiga berättelser från en vida yngre tid. En man, vid namn Gustaf Gummeson i Kulla, av Slätthögs socken, brukade således ännu i mannaminne sätta fram gröt och mjölk åt tomt-ormarne i huset, uti en skål som fick plats i ugnstampan [bänk bredvid ugnen] eller under ugn-sängen. I Madbråten i samma socken kommo snokarne fram i stugan och åto mjölk tillsammans med barnen. En kvinna, som kom in, såg barnet slå ormen på huvudet med skeden, sägande: ″du kvadde, du äter inga soppor″. [Soppor: upplösta brödbitar, d.v.s. ormen nöjde sig med att dricka mjölk.] En ännu levande man, Johannes i Ölsåkra, följde i sin ungdom med skomakare och kom till gården Fereberg, även i Slätthögs socken. Då höllo sig i ugnsmuren en hop snokar eller gulkinder, och voro icke det minsta rädda, utan kröpo upp i ugnssängen, där gubben och käringen hade sin liggplats. Husets folk hade för sed att giva dem mjölk i små hoar på golvet, och när barnen sutto på golvet och åto mjölk och soppor, kommo snokarne fram och åto med dem ur fatet. (– – –) I andra Värends-socknar blevo snokar på enahanda sätt vårdade i ladugården. På gården Förarm, i Urshults socken, levde för 60 år sedan en gubbe och en käring, som hade en hop snokar i fähuset, åt vilka man om kvällen satte mjölk, emedan de troddes medföra lycka åt fänaden. Men en gång när husfolket var vid kyrkan, gjorde några snickaredrängar upp en eld bakom ladugården, fångade ormarne och brände upp dem. När så gubben och käringen kommo hem, slogo de ihop händerna, bådo Gud trösta sig och voro så ängse, som om de hade förlorat all sin egendom. I gården Holborna, av Ryssby socken, blevo på lika sätt en hop snokar underhållna i ladugården ännu för 25 år sedan. | „ |

Av uppteckningar i Nordiska museets folkminnessamling framgår att seden att sätta fram mjölk åt gårdens tomtormar har varit utbredd i Skåne, Småland, Bohuslän, Dalsland, Väster- och Östergötland, Södermanland, Närke, Uppland och Västmanland. Överallt betraktades ormarna som ett skydd för gårdens invånare och särskilt dess kreatur. Om en tomtorm blev dödad skulle all lycka försvinna från gården. Ormarna skulle ha spenvarm mjölk för att trivas, och ibland kallades de till måltiden med lockrop: Snokera! sno-kera! Andra tilltal har varit: Långfiskene (”Långfiskarna”) och Långpisen (”Långkatterna”). Hur länge bruket att ha tomtorm pågick i Sverige framgår inte klart av berättelserna, skriver zoologen Otto Holm, men ännu i slutet av 1870-talet kelade en ”klok gumma” i Över-Enhörna (Södermanland) med sina tomtormar, vilka tycks ha behandlats som katter.
Ett återkommande motiv i berättelserna är tomtormarnas förtrolighet med barn, vilket redan Olaus Magnus och Michael Heberer nämner. I Dragsmarks socken sägs någon ha sett en flicka och en orm som samtidigt åt bröd och mjölk ur samma skål. En annan orm som i Foss socken delade måltid med en gosse, blev dock tillrättavisad med orden: ”Äd gröd me’, din stygger!” Tydligen ville ormen endast ha mjölk. ”Ormen som äter tillsammans med barnen” återspeglar dock en internationell sägentyp, AT 285 (The child and the snake) och Grimm nr 105 (Märchen von der Unke), som är känd i både Europa och Amerika. Även annat internationellt sägenstoff, som i vissa fall går tillbaka på antika förlagor, finns i berättelserna om tomtormen som lyckobringare, samt om de vådliga följderna av att en sådan orm dödas. Men, skriver Lauri Honko, ”det sagda rubbar inte det faktum, att husormar existerat och att olika trosföreställningar anknutits till dem.”

## Tomtormen som hednisk kvarleva

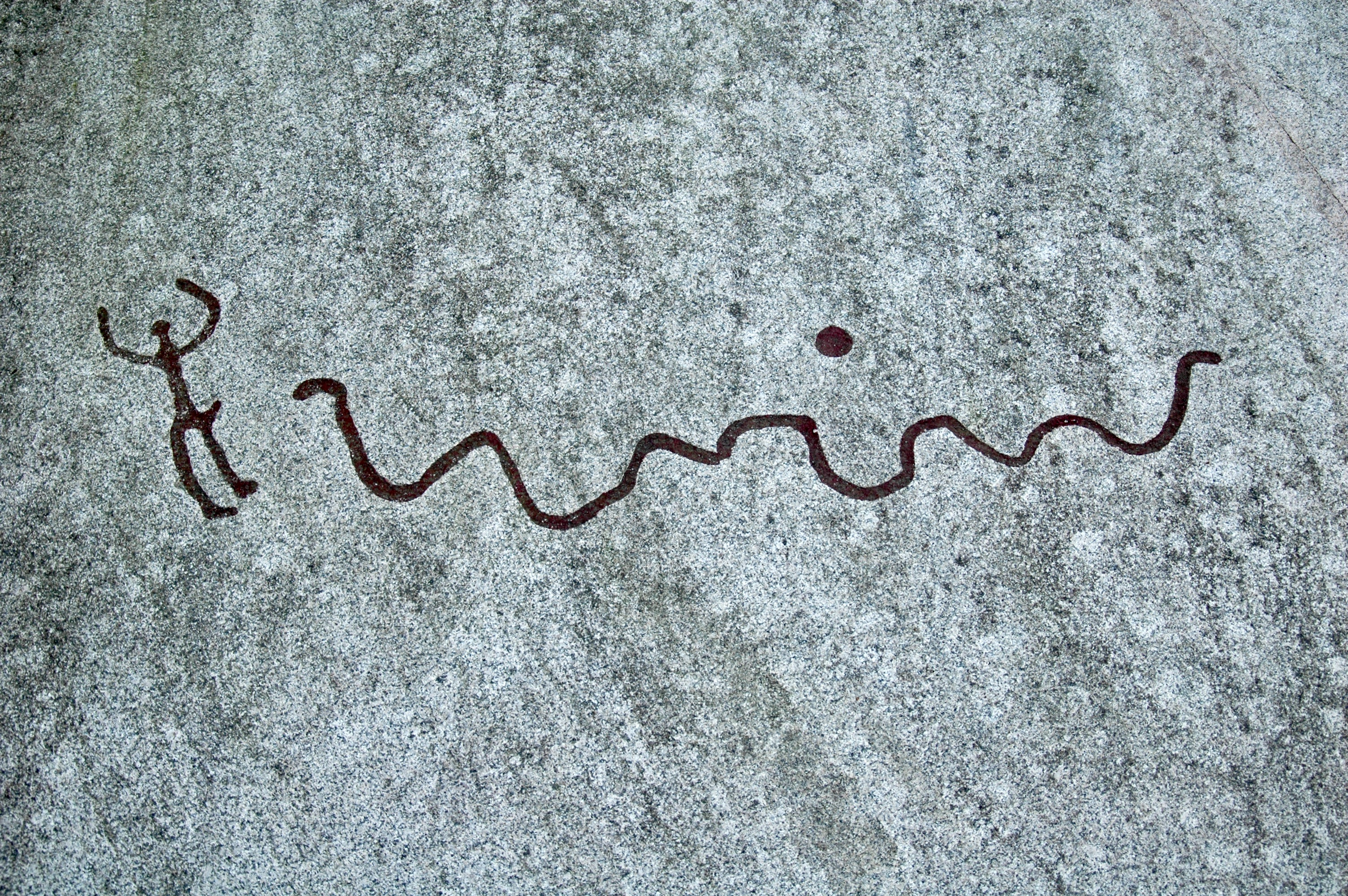
Man med uppåtsträckta armar (adorantställning) framför en stor orm på hällristning i Tanum.

Hyltén-Cavallius såg tron på tomtormen som en sista rest av en uråldrig förfäderskult. Man föreställde sig, skriver han, att ”människoväsendet efter döden förvandlas till djurväsen, och företrädesvis till en orm eller drake”. Av denna orsak blev ”särskilt tomtormen eller snoken (…) föremål för en egen kult.” ”Man såg nämligen i detta djur ett slags husgud, eller ett skyddsväsen som förde lycka till huset; ifrån början otvivelaktigt på den grund, att snoken var en uppenbarelse av ättens avlidna förfäder, vilka i ny skepnad gästade hos sina fränder och bringade dem lycka i deras husliga liv.” I synnerhet skulle det, enligt Nordisk Familjebok (”Ugglan”), ha varit snokens avsaknad av gifttänder som lett fram till denna tro: ”Då man fann, att vissa ormar icke beto eller att deras bett ej skadade, ansåg man särskilt dessa som välvilligt sinnade och huset beskyddande anväsen och ägnade dem därför speciell omvårdnad. Så var t.ex. förhållandet hos romarna och ännu in i senaste århundraden hos vårt eget folk. I synnerhet framsatte man spenvarm mjölk åt snokarna.”
Som stöd för denna religiösa tolkning har anförts att även de tidigaste uppgiftslämnarna såg tron på tomtormar som en hednisk kvarleva. Heliga Birgitta säger sig själv vid 1340-talets slut ha blivit vittne till hur man på en gård satte fram mjölk till ormar, vilket hon jämställde med ren avgudadyrkan. Också Olaus Magnus talar om en ”hednisk ormkult”, av vilken rester ännu lever kvar ”i några undangömda boningar i nordiska ödebygder”. Inom modern forskning har dock dessa uppgifter starkt betvivlats, enligt Dick Harrison. De kristna texterna har snarare tillkommit för att ge en bild av hedendomens avarter än i syfte att skildra en religiös verklighet. Enligt Harrison är det ”ett ovedersägligt faktum att många företeelser som minner om okristen kult under medeltiden träder oss till mötes i utpräglad kristen tolkning, i redogörelser som inte utan vidare kan föras tillbaka till den folkliga tankevärlden.” Han uppger vidare att ”våra källor om folkliga ormuppfattningar under äldsta tid” snarast ger vid handen att ”vanligt folk avskydde djuret”.
Att ormen i kristen tid ansågs vara en av mänsklighetens värsta fiender går, enligt etnologen Ebbe Schön, tillbaka på att den är djävulens förklädnad i Första Mosebok. Han menar dock att den folkliga uppfattningen inte har varit odelat negativ. Den tron har också funnits att ormar var nyttiga djur som renade världen genom att suga gift ur jorden, vilket möjliggjorde för människan att överleva. Och tron har också varit stark, att vissa ormar kunde ge lycka och framgång, och det gällde i synnerhet tomtormar: ”Så länge de stannade höll sig lyckan kvar på gården.”
Med tron på tomtormen sammanhänger också den redan på 1600-talet i Sverige dokumenterade seden att ha en orm – död eller levande – under tröskeln till de hus man ville skydda.

## Utbredning
I Skandinavien är det främst den så kallade ”ormkulten” i Värmlands och Norges ödebygder som Olaus Magnus tar upp. En slingrande orm i bergen mellan Solör och Värmland på Carta Marina anser John Granlund syfta på en tomtorm. Att just Värmland fått sin beskärda del av hednisk ”vidskepelse” förklarar Olaus med de ”ofantliga avstånden” till kristna församlingar, med vilka inbyggarna ”endast mera sällan kunna komma i beröring”.
Seden att ge tomtormar mjölk har enligt nutida uppteckningar särskilt funnits i Götaland, men på flera platser även i Svealand och upp längs norrlandskusten. En mycket spridd sägen rör en tillfällig besökare, som råkar få syn på en tomtorm och förskräckt slår ihjäl den. Dådet leder till djup förstämning på gården, där man nu förväntar sig gårdslyckan vara för all framtid tillspillogiven. Berättelsens förutsättning är dock att det har funnits en oförstående omvärld: det var med andra ord långtifrån överallt inom snokens utbredningsområde som man höll sig med tomtorm.
I Norge har tomtormen kallats buorm och ansågs även där beskydda gården och främja boskapslyckan. Den äldsta kända källan är från 1762. (Namnet boorm (”bostadsorm, husorm”) förekommer också i Värmland och Dalarna.)
I Finland och Baltikum har tomtormstraditionen varit ”synnerligen levande”, enligt folklivsforskaren Martti Haavio, 1940. Den finska tomtormen omtalas första gången av Sigfrid Aron Forsius i Physica, 1611. År 1775 berättar Anders Lizelius att om tomtormar förolämpades, frodades inte boskapen. Prästen Erik Lencqvist skriver i sin bok om finsk vidskepelse 1782, att ”snokar, som har sitt tillhåll i avskrädeshögar, hedras (…) och åt dem utplaceras mjölk och smör.”
År 1998 disputerade religionshistorikern Yvonne Luven på en avhandling om husormens roll hos de baltiska folken. Hon betonar de förkristna dragen och anser att företeelsen kan ses som ett utslag av gammal förfäderskult.